# 象印スターものまね大合戦
『象印スターものまね大合戦』（ぞうじるしスターものまねだいがっせん）は、テレビ朝日系列局ほかで放送されていたテレビ朝日（1977年3月まではNETテレビ）製作の歌謡バラエティ番組である。象印マホービンの一社提供。製作局のテレビ朝日では1967年1月8日から1977年7月17日まで、毎週日曜 19:30 - 20:00 （JST）に放送。

## 概要
ものまねタレントが歌を披露するのではなく、当時の人気歌手やその他多彩なジャンルのスターたちが別の歌手の持ち歌をものまねで歌っていた番組である。司会は玉置宏が担当。ホール会場での公開録画で、基本2−3本撮り。関東以外でも守口市民会館などでも収録されていたこともあった。会場セット後方の中央には「象印スターものまね大合戦」のタイトルロゴ（当時の象印のマークは左が逆向きで右が通常の向きだった）が掲げられていた。
番組前半には、出演歌手による持ち歌披露のコーナーがあった。番組の最後に審査が行われ、「象印賞(トップ賞)」の他、「努力賞」「アイデア賞」「熱演賞」「ユーモア賞」など出演者全員に賞が贈られた（出演者席上部のモニターに「○○賞」と点灯する）。スポンサーの象印からポットや電子ジャーなど自社製品が贈られたが、象印賞受賞者だけのプレゼントではなく、出演者全員への事実上の参加賞だった。なお、象印賞受賞者は「象印決勝大会」（後に「チャンピオン大会」と改称）に進出し、チャンピオン（会場全体が一旦暗くなり、ドラムロールが鳴って、出演者席上部の象印マークが点灯する）に輝くと天井（前期はくす玉が割れて、紙テープも入っていた）から大量の紙吹雪と風船（両方共雪崩の様に非常に量が多く、風船がステージに立ってる人が踏んで割れるほど）が降り、協賛航空会社のKLMオランダ航空で行くヨーロッパ一周旅行と、象印製品の一式フルセット獲得となり、更に、審査員からの花束と上部に「象印」のマークが付いたゴールデントロフィーも授与された。
この他、「象印スターものまね大賞」や「美空ひばりショー」「森進一ショー」（300回記念特集）「夏の紅白」等の特別企画も行われ、1974年からは正月企画として「紅白グランドチャンピオン大会」を放送、男女7組ずつのチャンピオンを紅白に分け（小野ヤスシやケーシー高峰などが双方のキャプテンを担当）、『NHK紅白歌合戦』形式でものまねや持ち歌披露などを行い、優勝チームにはジャー、負けチームにはポットがそれぞれ贈呈される。なおこの企画は通常枠を拡大せずにそのまま放送、そして2週に渡って放送された。
第1回放送の前週にパイロット版が放送され、美輪明宏を演じた大村崑が初代チャンピオンになった。後年、「第15回 象印決勝大会」（1969年1月5日放送、江東公会堂で収録）では、同じ美輪明宏を演じた大村が扇ひろ子と同点となり、更なる決選投票の末（3対2）大村崑が再びチャンピオンとなり、ヨーロッパ一周旅行を獲得した。大村は美輪本人から『黒蜥蜴』の衣装、コルセットは月丘千秋から借りるほどの力の入れ様だった。
また、不定期で「スターハイライトショー」と題し、特定の歌手を一人取り上げて、その歌手のものまねを披露する特別企画も行われた。こちらは「チャンピオン大会」同様に審査を行い、チャンピオンにはKLMオランダ航空で行くバンコク旅行と象印製品一式獲得となる（例を挙げると西田佐知子ショーで、いしだあゆみがチャンピオン。さらにいしだは象印決勝大会でもチャンピオンを達成している）。
1968年中旬から、NETはゴールデンタイム時間帯のカラー化推進を開始したことや、同年の5月31日に、同社初のカラーテレビ中継車が完成したことを受け、この番組は同年8月25日放送分からカラー放送となっている。ちなみに、番組初のカラー放送は、同中継車を使用した初のカラー番組でもあり、その収録は、同年8月6日に江東公会堂で行われた。
番組の流れは、「家庭用品の総合メーカー象印マホービンがお送りします」（後に「暮らしの夢を温める象印マホービンがお送りします」に変更）の提供読みの後、オープニングファンファーレが鳴り、司会の玉置が「象印スターものまね大合戦」とタイトルコール。その後、マイ・ガールズが歌うテーマソング（後にチャーリー石黒と東京パンチョスの演奏によるテーマ音楽）に合わせて画面左に出演者のテロップがスクロールし、そしてスターたちが入場すると、最後に「提供 象印マホービン」の提供クレジットが画面一杯に映されてオープニングは終了。その後、玉置による「皆さまお揃いでしょうか、司会の玉置宏です。スターがスターのものまねを、『象印スターものまね大合戦』」のコメントを入れるのが恒例となっていた。
番組のラストでは、玉置の「では、○○（収録場所）からこのへんで終わりに致します。また来週の日曜日、御機嫌よう、さようなら」のコメントの後、テーマソング（インストゥルメンタル）と共に画面がズームアウトし、暗くなったステージをバックに「象印スターものまね大合戦 終」のエンドカードと提供クレジット（オープニングと同じ）がそれぞれ出され、「象印スターものまね大合戦を終わります。この番組は象印マホービンがお送りしました」のナレーションが入っていた。その後に象印製品のCMを流し、次回予告（写真）→KLMオランダ航空のヒッチハイクで終了していた。

## 出演者

### 司会
- 玉置宏 - 審査結果発表では、「努力賞」「アイデア賞」「ユーモア賞」などを普通のトーンで発表するのに対し、「象印賞」の発表は大絶叫で行っていた。

### 演奏
- チャーリー石黒と東京パンチョス - バンドボックスは当初は「NET」の文字だったが、後に象印の「象」マークになった。

### コーラス
- ザ　チャープス　すべてのコーラスと司会のアシスタント
- マイ・ガールズ - 通常回の出演者全員ならびに決勝大会や特別企画のチャンピオンに贈られる象印製品の説明も担当。

### 審査員
- 藤浦洸
- 服部正
- 水の江瀧子
- 大久保怜
- 猪俣公章
- 曽根幸明
- 渡久地政信
- 栗原小巻 - 栗原は当時象印のCMに起用されていたことから審査員を務めていた。
- ほか

## テーマソング
- 象印スターものまね大合戦のテーマ（マイ・ガールズ）

但し、1972年頃から最終回までは服部克久の作曲によるインストゥルメンタルのテーマ曲が使われた。

## 視聴率
- 最高視聴率:34.1%（1972年11月12日放送。「テレビ朝日開局60周年記念 年代別にすべて発表!! 番組視聴率ランキング」の1970年代視聴率ランキング　5位）

## ネット局
系列は当時の系列。遅れネットの多くは日曜10:00から放送していた。
| 放送対象地域            | 放送局           | 系列                                          | 備考 |
| ----------------------- | ---------------- | --------------------------------------------- | --- |
| 関東広域圏              | テレビ朝日       | NET系列 → テレビ朝日系列                      | 製作局 1977年3月まではNETテレビ |
| 北海道                  | 北海道放送       | TBS系列                                       | 北海道放送は1967年1月15日から1968年12月29日まで日曜 10:00 - 10:30にて放送。 北海道テレビは1968年11月3日開局から1977年7月17日まで同時ネット。 1968年11月3日から同年12月29日までは2局並列で放送。 1969年1月5日から北海道テレビに一本化。 |
| 北海道                  | 北海道テレビ     | NET系列 → テレビ朝日系列                      | 北海道放送は1967年1月15日から1968年12月29日まで日曜 10:00 - 10:30にて放送。 北海道テレビは1968年11月3日開局から1977年7月17日まで同時ネット。 1968年11月3日から同年12月29日までは2局並列で放送。 1969年1月5日から北海道テレビに一本化。 |
| 青森県                  | 青森テレビ       | NET系列 TBS系列                               | 1969年12月開局から1975年3月まで |
| 青森県                  | 青森放送         | 日本テレビ系列 NET系列 → テレビ朝日系列       | 1969年12月の青森テレビ開局まで 1975年4月に青森テレビから再移行 |
| 岩手県                  | 岩手放送         | TBS系列                                       | 現・IBC岩手放送 |
| 宮城県                  | 東北放送         | TBS系列                                       | 1975年9月まで ミヤギテレビ開局後も移行せず継続 |
| 宮城県                  | 東日本放送       | NET系列 → テレビ朝日系列                      | 1975年10月開局から |
| 秋田県                  | 秋田放送         | 日本テレビ系列                                | |
| 山形県                  | 山形放送         | 日本テレビ系列                                | |
| 福島県                  | 福島テレビ       | 日本テレビ系列 TBS系列 フジテレビ系列 NET系列 | 1970年3月まで |
| 福島県                  | 福島中央テレビ   | 日本テレビ系列 NET系列 → テレビ朝日系列       | 1970年4月から 1971年9月まではフジテレビ系列・NET系列とのクロスネット局 |
| 山梨県                  | 山梨放送         | 日本テレビ系列                                | |
| 新潟県                  | 新潟放送         | TBS系列                                       | 1969年3月まで |
| 新潟県                  | 新潟総合テレビ   | フジテレビ系列 日本テレビ系列 テレビ朝日系列  | 現・NST新潟総合テレビ 1969年4月から |
| 長野県                  | 信越放送         | TBS系列                                       | 1974年の時点で日曜 10:00 - 10:30にて放送。 |
| 静岡県                  | 静岡放送         | TBS系列                                       | |
| 富山県                  | 北日本放送       | 日本テレビ系列                                | 1967年1月15日から日曜 10:00 - 10:30にて放送 |
| 石川県                  | 北陸放送         | TBS系列                                       | 1967年1月15日から日曜 10:00 - 10:30にて放送 |
| 福井県                  | 福井放送         | 日本テレビ系列                                | 1967年1月15日から日曜 10:00 - 10:30にて放送 |
| 中京広域圏              | 名古屋テレビ     | NET系列 → テレビ朝日系列                      | 1973年3月25日まで日曜 12:15 - 12:45に先行ネット |
| 近畿広域圏              | 毎日放送         | NET系列                                       | 1975年3月まで |
| 近畿広域圏              | 朝日放送         | NET系列 → テレビ朝日系列                      | 現・朝日放送テレビ 1975年4月から、腸捻転解消に伴う移行 |
| 鳥取県 ↓ 鳥取県・島根県 | 日本海テレビ     | 日本テレビ系列                                | 1972年9月までの放送免許エリアは鳥取県のみ 電波相互乗り入れ後も1975年3月まで山陰放送と2局放送を継続 1975年4月から日本海テレビ単独で放送                                                                                                 |
| 島根県 ↓ 島根県・鳥取県 | 山陰放送         | TBS系列                                       | 1972年9月までの放送免許エリアは島根県のみ 電波相互乗り入れ後も1975年3月まで日本海テレビと2局放送を継続 1975年4月から日本海テレビへ一本化                                                                                               |
| 岡山県                  | 岡山放送         | フジテレビ系列 NET系列                        | 当時の愛称はテレビ岡山、当時の放送免許エリアは岡山県のみ 開局からネットしたが、NETと同時間帯ながら1週遅れ 1970年3月打ち切り |
| 広島県                  | 中国放送         | TBS系列                                       | 広島ホームテレビの開局後も1973年3月25日まで、日曜10:00 - 10:30に１週遅れで放送 |
| 広島県                  | 広島ホームテレビ | NET系列 → テレビ朝日系列                      | 中国放送からの移行のための調整として、 1973年3月31日の17:30 - 18:00にNETテレビでの3月25日分を放送後、 翌4月1日から同時ネット。 |
| 山口県                  | 山口放送         | 日本テレビ系列                                | |
| 徳島県                  | 四国放送         | 日本テレビ系列                                | |
| 香川県                  | 西日本放送       | 日本テレビ系列                                | 当時の放送免許エリアは香川県のみ 1973年9月まで2局並列で放送 （西日本放送は日曜10:00から1週遅れ、瀬戸内海放送は同時ネット） 同年10月から瀬戸内海放送に一本化                                                                            |
| 香川県                  | 瀬戸内海放送     | NET系列 → テレビ朝日系列                      | 当時の放送免許エリアは香川県のみ 1973年9月まで2局並列で放送 （西日本放送は日曜10:00から1週遅れ、瀬戸内海放送は同時ネット） 同年10月から瀬戸内海放送に一本化                                                                            |
| 愛媛県                  | 南海放送         | 日本テレビ系列                                | |
| 高知県                  | 高知放送         | 日本テレビ系列                                | 1974年4月時点で日曜9:30-10:00の遅れネット |
| 福岡県                  | 九州朝日放送     | NET系列 → テレビ朝日系列                      | |
| 長崎県                  | 長崎放送         | TBS系列                                       | |
| 熊本県                  | 熊本放送         | TBS系列                                       | |
| 大分県                  | 大分放送         | TBS系列                                       | |
| 宮崎県                  | 宮崎放送         | TBS系列                                       | |
| 鹿児島県                | 南日本放送       | TBS系列                                       | |
| 沖縄県                  | 琉球放送         | TBS系列                                       | |

また1970年代にハワイやロスアンゼルスでも放送された事がある。

## 放送終了後の回顧・復活企画
テレビ朝日では、1983年に『元祖スターものまね大合戦スペシャル』という特別番組を放送。2015年からは、『甦る歌謡曲』（高橋英樹・真麻父娘の司会で年に数回放送される特別番組）で、当番組のVTRを放送するコーナーを設けている。
2017年1月4日の『甦る歌謡曲』では、往年のVTRの放送に加えて、「甦る!スターものまね大合戦」という企画も実施。コロッケと高橋真麻が司会を務めたほか、当番組の常連であった三田明・今陽子・森昌子・研ナオコが、十八番の歌真似をスタジオで披露した。その他、コロッケと三田、今と森によるものまねコラボ、田川寿美と川上大輔のものまね挑戦なども行なわれた。